# Llanfaethlu
Llanfaethlu est un village du Pays de Galles situé dans la région d'Anglesey.

## Toponymie
Llanfaethlu signifie « Église de Saint Maethlu ».

## Géographie
Le village est situé dans le nord-ouest de l'île d'Anglesey, à proximité de la route A5025 (A5025 road), et à environ deux kilomètres de la mer d'Irlande.

## Climat
Llanfaethlu possède un climat océanique,.

## Démographie
Le village comptait 553 habitants en 2011 ; 66% d'entre eux étaient galloisants.

## Histoire
Des pièces de monnaie romaines furent découvertes à proximité de l'église Saint-Maethlu (en) ; certaines furent émises sous le règne de l'empereur Domitien (81–96).

## Lieux et monuments
- Menhir de Llanfaethlu
- Église Saint-Maethlu (en) (XVe siècle).

## Personnalités liées à Llanfaethlu
- Sion Dafydd Rhys (en), savant du XVIe siècle, né à Llanfaethlu.